# 招商永隆銀行

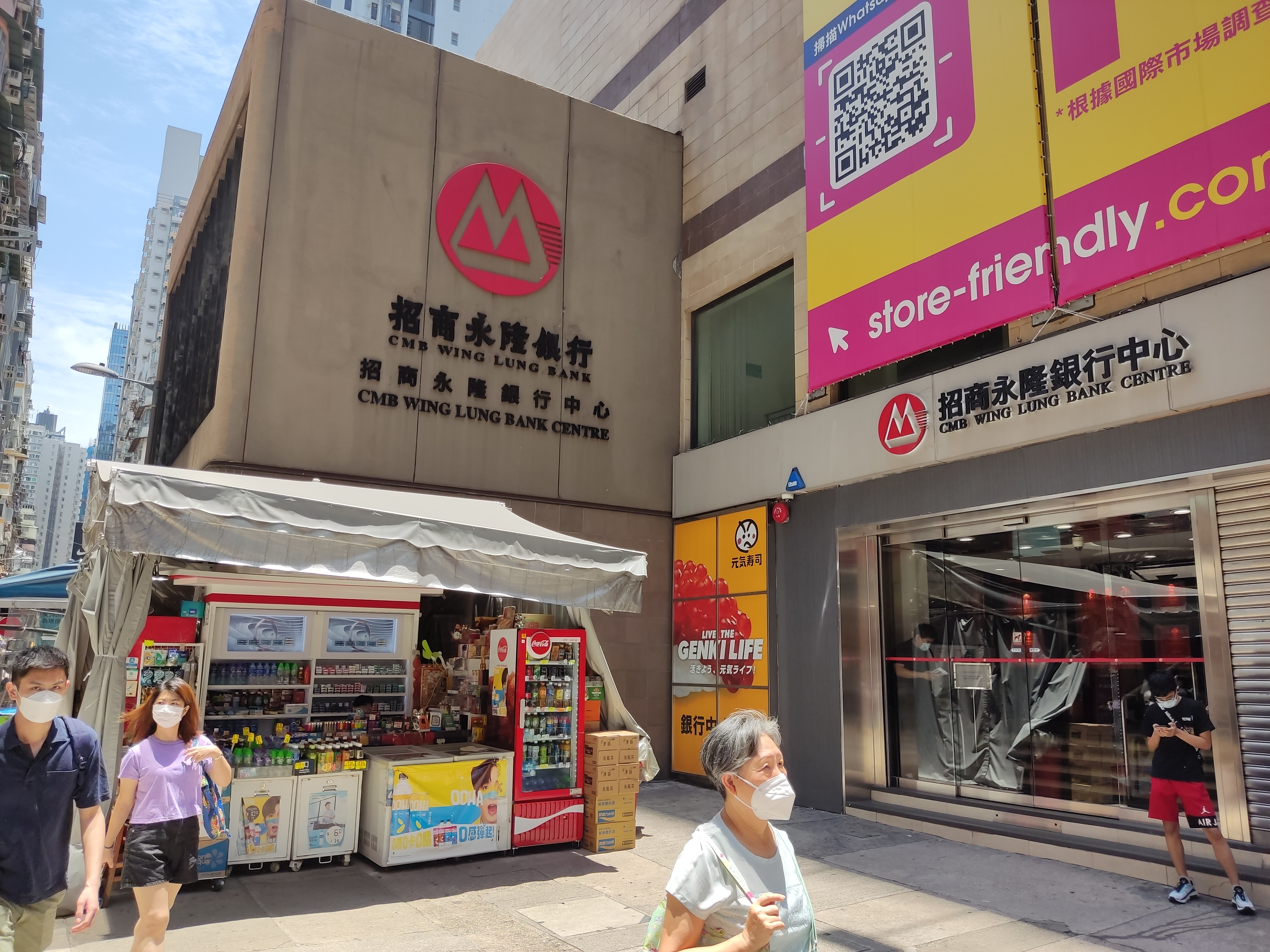
旺角ネイソン・ストリートにある招商永隆銀行センター（2022年）

招商永隆銀行有限公司（しょうしょうえいりゅうぎんこう、招商永隆銀行、CMB Wing Lung Bank Limited）は、香港を拠点とする中国系の商業銀行であり、招商銀行の全額出資子会社である。本店は中環（セントラル）の德輔道中（Des Voeux Road Central）に所在する。
1933年に香港で設立された永隆銀行（Wing Lung Bank）は、長年にわたり香港の華人銀行のひとつとして発展してきた。2008年、招商銀行によって買収され、2014年には香港証券取引所から上場廃止され、以後は招商銀行グループの香港拠点として「招商永隆銀行」に改称された。
現在、香港、中国本土、マカオにおいて複数の支店を展開し、個人および法人向けの銀行サービス、資産管理、貿易金融などを提供している。

## 沿革
1933年2月25日、香港で華人実業家の伍少梅によって「永隆銀行有限公司（Wing Lung Bank Limited）」が創業された。設立当初は、主に華人社会における貯蓄・融資・送金といった基本的な金融サービスを提供していた。
第二次世界大戦後の経済回復とともに、同行は香港内外での事業拡大を進め、1970年代から80年代にかけて海外支店（例：アメリカ合衆国）も開設された。
1961年には香港証券取引所に上場を果たし、地場系銀行の一つとして地域経済の成長を支えた。
2008年6月、中国本土の大手商業銀行である招商銀行（China Merchants Bank、略称：CMB）は、創業家の伍氏一族から永隆銀行の株式の過半数（約53％）を取得することで合意し、その後の公開買付によって2008年10月には約88％の持株比率を達成した。
2009年1月に完全子会社化が完了し、永隆銀行は招商銀行グループの一員として再編された。これにより本土と香港を結ぶクロスボーダー金融ネットワークの構築が進められた。
2014年2月には香港証券取引所での上場を廃止し、非公開企業として再出発した。
2018年、銀行名を正式に「招商永隆銀行有限公司（CMB Wing Lung Bank Limited）」へと変更し、ブランド統一とグループ戦略の強化を図った。

## 事件

### 2017年：マネーロンダリング対策に関する監督強化
2017年、香港金融管理局（HKMA）は、招商永隆銀行（CMBウィングルン銀行）をマネーロンダリング（AML）およびテロ資金供与防止（CFT）措置の強化対象として指摘した。同行は以降、内部統制とリスク評価体制の見直しを進めた。

### 新型コロナウイルス流行による一時営業停止
2020年、新型コロナウイルス感染拡大の影響で、同行は同年7月21日より九龍などにある8支店の一時営業停止を発表し、他支店の営業時間も短縮された。これは政府の防疫方針に基づいた措置であった。